# Vòng loại Giải vô địch bóng đá thế giới 2022 – Khu vực châu Âu (Vòng 2)
Vòng 2 của vòng loại World Cup khu vực châu Âu, còn được gọi là Vòng play-off khu vực châu Âu, sẽ có sự góp mặt của 12 đội. Vòng play-off sẽ xác định 3 đội cuối cùng đại diện châu Âu tham dự World Cup tại Qatar cùng với 10 đội nhất bảng ở vòng loại truyền thống. Mười đội nhì bảng đến từ vòng loại thứ nhất sẽ tham dự vòng play-off cùng với 2 đội đứng nhất bảng tại UEFA Nations League 2020–21. Các đội sẽ được chia thành 3 nhánh, mỗi nhánh 4 đội, thi đấu 2 trận bán kết 1 lượt và 1 trận chung kết 1 lượt. Tất cả các trận sẽ được diễn ra vào tháng 3 năm 2022.

## Thể thức
Thể thức thi đấu vòng loại được xác nhận bởi Ban chấp hành UEFA trong cuộc họp tại Nyon, Thụy Sỹ vào ngày 4 tháng 12 năm 2019. Vòng play-off sẽ được tổ chức dựa trên kết quả thi đấu tại UEFA Nations League 2020–21, mặc dù ở mức độ thấp hơn so với vòng play-off của vòng loại Euro 2020.
Không giống như những mùa giải trước, vòng play-off sẽ không được tổ chức dưới dạng loại trực tiếp 2 lượt đi và về. Thay vào đó, 12 đội sẽ được chia thành 3 nhánh play-off, mỗi nhánh 4 đội. Mỗi nhánh play-off sẽ bao gồm 2 trận bán kết 1 lượt vào các ngày 24–25 tháng 3, và 1 trận chung kết 1 lượt vào các ngày 28–29 tháng 3 năm 2022. Những đội giành chiến thắng trong trận chung kết tại các nhánh play-off sẽ giành vé dự FIFA World Cup 2022 tại Qatar. Sáu đội nhì bảng có thành tích tốt nhất tại vòng loại thứ nhất sẽ thi đấu bán kết nhánh trên sân nhà, trong khi đội chủ nhà trong trận chung kết nhánh sẽ được xác định qua bốc thăm.
Các trận play-off sẽ được diễn ra theo thể thức đấu loại trực tiếp 1 trận duy nhất. Nếu 2 đội hòa nhau sau thời gian thi đấu chính thức, 2 đội sẽ bước vào 30 phút hiệp phụ, tại đây mỗi đội sẽ được phép có sự thay đổi người thứ 6 (luật thay 5 cầu thủ được áp dụng trong thời gian thi đấu chính thức). Nếu tỉ số vẫn hòa, loạt sút luân lưu sẽ được áp dụng để xác định đội thắng cuộc. Được sự cho phép của Ban chấp hành UEFA vào tháng 12 năm 2019, hệ thống video hỗ trợ trọng tài sẽ được sử dụng trong toàn bộ vòng loại World Cup.

## Các đội giành vé
Mười hai đội sẽ thi đấu play-off. Không giống như những mùa giải trước, tất cả các đội giành vé sẽ không hoàn toàn được xác định dựa trên kết quả của vòng loại thứ nhất. Hai trong số 12 suất sẽ được dành cho các đội đứng nhất bảng tại Nations League 2020-21.

### Các đội nhì bảng (tất cả 10 đội đều giành vé)
Mười đội nhì bảng tại vòng loại thứ nhất sẽ tham dự vòng play-offs. Dựa trên kết quả tại vòng loại thứ nhất, 6 đội có thành tích tốt nhất sẽ được xếp loại hạt giống, trong khi 4 đội đứng cuối sẽ không được xếp loại hạt giống khi bốc thăm vòng bán kết nhánh.

| XH | Bg | Đội           | ST | T | H | B | BT | BB | HS  | Đ  | Xếp hạt giống                                            |
| -- | -- | ------------- | -- | - | - | - | -- | -- | --- | -- | -------------------------------------------------------- |
| 1  | A  | Bồ Đào Nha    | 8  | 5 | 2 | 1 | 17 | 6  | +11 | 17 | Được xếp loại hạt giống khi bốc thăm bán kết nhánh       |
| 2  | F  | Scotland      | 8  | 5 | 2 | 1 | 14 | 7  | +7  | 17 | Được xếp loại hạt giống khi bốc thăm bán kết nhánh       |
| 3  | C  | Ý             | 8  | 4 | 4 | 0 | 13 | 2  | +11 | 16 | Được xếp loại hạt giống khi bốc thăm bán kết nhánh       |
| 4  | H  | Nga           | 8  | 5 | 1 | 2 | 14 | 5  | +9  | 16 | Được xếp loại hạt giống khi bốc thăm bán kết nhánh       |
| 5  | B  | Thụy Điển     | 8  | 5 | 0 | 3 | 12 | 6  | +6  | 15 | Được xếp loại hạt giống khi bốc thăm bán kết nhánh       |
| 6  | E  | Wales         | 8  | 4 | 3 | 1 | 14 | 9  | +5  | 15 | Được xếp loại hạt giống khi bốc thăm bán kết nhánh       |
| 7  | G  | Thổ Nhĩ Kỳ    | 8  | 4 | 3 | 1 | 18 | 16 | +2  | 15 | Không được xếp loại hạt giống khi bốc thăm bán kết nhánh |
| 8  | I  | Ba Lan        | 8  | 4 | 2 | 2 | 18 | 10 | +8  | 14 | Không được xếp loại hạt giống khi bốc thăm bán kết nhánh |
| 9  | J  | Bắc Macedonia | 8  | 3 | 3 | 2 | 14 | 11 | +3  | 12 | Không được xếp loại hạt giống khi bốc thăm bán kết nhánh |
| 10 | D  | Ukraina       | 8  | 2 | 6 | 0 | 11 | 8  | +3  | 12 | Không được xếp loại hạt giống khi bốc thăm bán kết nhánh |

### Các đội đứng nhất bảng tại Nations League (2 đội có thành tích tốt nhất nhưng không đứng nhất hay nhì bảng ở vòng 1 giành vé)
Dựa trên bảng xếp hạng tổng thể của UEFA Nations League 2020-21, hai đội đứng nhất bảng tại Nations League có thành tích tốt nhất nhưng không thể đứng nhất hay nhì bảng tại vòng loại thứ nhất sẽ giành vé dự vòng play-off, và sẽ không được xếp loại hạt giống khi bốc thăm bán kết nhánh.

| Hạng đấu | Xếp hạng | Đội đứng nhất bảng | Đội đứng nhất bảng | Bảng đấu tại vòng loại bảng |
| -------- | -------- | ------------------ | ------------------ | --------------------------- |
| A        | 1        | Pháp               | (Q)                | D                           |
| A        | 2        | Tây Ban Nha        | (Q)                | B                           |
| A        | 3        | Ý                  | (S)                | C                           |
| A        | 4        | Bỉ                 | (Q)                | E                           |
| B        | 17       | Wales              | (S)                | E                           |
| B        | 18       | Áo ‡               | (A)                | F                           |
| B        | 19       | Cộng hòa Séc ‡     | (A)                | E                           |
| B        | 20       | Hungary            | (E)                | I                           |
| C        | 33       | Slovenia           | (E)                | H                           |
| C        | 34       | Montenegro         | (E)                | G                           |
| C        | 35       | Albania            | (E)                | I                           |
| C        | 36       | Armenia            | (E)                | J                           |
| D        | 49       | Gibraltar          | (E)                | G                           |
| D        | 50       | Quần đảo Faroe     | (E)                | F                           |

Ghi chú
- Đội hiện nằm trong nhóm 2 đội đầu bảng
- ‡  Đội hiện nằm trong nhóm 2 đội có thành tích tốt nhất nhưng không đứng nhất hay nhì bảng ở vòng loại bảng
- (Q) Đội đã vượt qua vòng loại World Cup 2022.
- (A) Đội hiện chắc chắn nằm ngoài nhóm 2 đội đứng đầu bảng, và chắc chắn dự play-off dựa theo thứ hạng Nations League
- Đội sẽ không dự play-off dựa theo thứ hạng Nations League, nhưng vẫn có khả năng nằm trong nhóm 2 đội dẫn đầu bảng
  - (S) Đội chắc chắn nằm trong nhóm 2 đội đầu bảng
  - (E) Đội bị loại

## Bốc thăm
Sau khi vòng loại bảng kết thúc, 12 đội giành vé tham dự vòng play-off sẽ được chia thành 3 nhánh, mỗi nhánh 4 đội. Những quy tắc sau đây sẽ được áp dụng khi bốc thăm:
- Sáu đội nằm trong nhóm hạt giống sẽ thi đấu các trận bán kết được đánh dấu từ 1 đến 6 trên sân nhà.
- Sáu đội không nằm trong nhóm hạt giống sẽ thi đấu các trận bán kết được đánh dấu từ 1 đến 6 trên sân khách.
- Play-off Nhánh A sẽ bao gồm các trận bán kết 1 và 2, hai đội giành chiến thắng sẽ lọt vào chung kết nhánh A.
- Play-off Nhánh B sẽ bao gồm các trận bán kết 3 và 4, hai đội giành chiến thắng sẽ lọt vào chung kết nhánh B.
- Play-off Nhánh C sẽ bao gồm các trận bán kết 5 và 6, hai đội giành chiến thắng sẽ lọt vào chung kết nhánh C.
- Những đội nào thi đấu chung kết nhánh A, B và C trên sân nhà sẽ được quyết định thông qua bốc thăm.

Sáu đội nhì bảng có thành tích tốt nhất sẽ được xếp loại hạt giống khi bốc thăm bán kết nhánh, trong khi 4 đội nhì bảng còn lại và 2 đội giành vé thông qua Nations League sẽ không được xếp loại hạt giống. Dưới đây là bảng phân loại hạt giống:
| Đội        | Hạng |
| ---------- | ---- |
| Bồ Đào Nha | 1    |
| Scotland   | 2    |
| Ý          | 3    |
| Nga        | 4    |
| Thụy Điển  | 5    |
| Wales      | 6    |

| Đội           | Hạng  |
| ------------- | ----- |
| Thổ Nhĩ Kỳ    | 7     |
| Ba Lan        | 8     |
| Bắc Macedonia | 9     |
| Ukraina       | 10    |
| Áo            | NL–18 |
| Cộng hòa Séc  | NL–19 |

Lễ bốc thăm sẽ được diễn ra vào lúc 17:00 CET ngày 26 tháng 11 năm 2021, tại Zürich, Thụy Sĩ.

## Thời gian
Các trận bán kết nhánh sẽ diễn ra từ 24–25 tháng 3, và các trận chung kết nhánh sẽ diễn ra từ 28–29 tháng 3 năm 2022.

## Nhánh A

### Sơ đồ
|  | Bán kết                       | Bán kết |                              |   | Chung kết | Chung kết |
|  |                               |         |                              |   |           |           |
|  | 24 tháng 3 năm 2022 – Cardiff |         |                              |   |           |           |
|  |                               |         |                              |   |           |           |
|  | Wales                         | 2       |                              |   |           |           |
|  | Wales                         | 2       | 5 tháng 6 năm 2022 – Cardiff |   |           |           |
|  | Áo                            | 1       |                              |   |           |           |
|  | Áo                            | 1       | Wales                        | 1 |           |           |
|  | 1 tháng 6 năm 2022 – Glasgow  |         | Wales                        | 1 |           |           |
|  |                               | Ukraina | 0                            |   |           |           |
|  | Scotland                      | Ukraina | 0                            | 1 |           |           |
|  | Scotland                      |         |                              | 1 |           |           |
|  | Ukraina                       | 3       |                              |   |           |           |
|  | Ukraina                       | 3       |                              |   |           |           |

### Tóm tắt
| Đội 1     | Tỉ số | Đội 2   |
| --------- | ----- | ------- |
| Bán kết   |       |         |
| Scotland  | 1–3   | Ukraina |
| Wales     | 2–1   | Áo      |
| Chung kết |       |         |
| Wales     | 1–0   | Ukraina |

### Bán kết
| Wales           | 2–1                         | Áo             |
| --------------- | --------------------------- | -------------- |
| - Bale 25', 51' | Report (FIFA) Report (UEFA) | - Sabitzer 65' |

| Scotland       | 1–3                         | Ukraina                                         |
| -------------- | --------------------------- | ----------------------------------------------- |
| - McGregor 79' | Report (FIFA) Report (UEFA) | - Yarmolenko 33' - Yaremchuk 49' - Dovbyk 90+5' |

### Chung kết
| Wales      | 1–0                         | Ukraina |
| ---------- | --------------------------- | ------- |
| - Bale 34' | Report (FIFA) Report (UEFA) |         |

## Nhánh B
Sau khi Nga xâm lược Ukraine, vào ngày 24 tháng 2 năm 2022, Cộng hòa Séc, Ba Lan và Thụy Điển tuyên bố không muốn chơi bất kỳ trận đấu nào trên lãnh thổ của Liên bang Nga. Ngày hôm sau, Ủy ban điều hành UEFA đã cấm các trận đấu của họ diễn ra ở Nga, mặc dù quyết định không áp dụng cho vòng loại World Cup, vốn thuộc thẩm quyền của FIFA. Vào ngày 26 tháng 2, Ba Lan và Thụy Điển thông báo từ chối thi đấu bất kỳ trận đấu nào với Nga, bất kể địa điểm. Một ngày sau, CH Séc cũng tuyên bố sẽ từ chối trận đấu với Nga. Cùng ngày, FIFA thông báo rằng Nga phải thi đấu dưới tên "Liên đoàn bóng đá Nga" (RFU), không có quốc kỳ, hoặc quốc ca của họ, và phải chơi các trận đấu "sân nhà" của họ trên lãnh thổ trung lập không có khán giả. FIFA cũng thông báo họ sẽ tiếp tục xem xét tình hình để xác định bất kỳ biện pháp hoặc biện pháp trừng phạt bổ sung nào, bao gồm cả khả năng bị loại khỏi các cuộc thi. Sau thông báo, Chủ tịch Hiệp hội bóng đá Thụy Điển, Karl-Erik Nilsson, và Hiệp hội bóng đá Ba Lan, Cezary Kulesza, và Hiệp hội bóng đá Cộng Hòa Séc, đứng trước quyết định không đối mặt với đội Nga. Vào ngày 28 tháng 2, FIFA và UEFA đã cấm các câu lạc bộ và đội tuyển quốc gia Nga khỏi tất cả các giải đấu. Vào ngày 8 tháng 3, FIFA xác nhận Ba Lan nghiễm nhiên vào thẳng chung kết nhánh B.

### Sơ đồ
|  | Bán kết                       | Bán kết   |        |   | Chung kết | Chung kết |
|  |                               |           |        |   |           |           |
|  | Bị hủy                        |           |        |   |           |           |
|  |                               |           |        |   |           |           |
|  | Nga                           |           |        |   |           |           |
|  | 29 tháng 3 năm 2022 – Chorzów |           |        |   |           |           |
|  | Ba Lan                        | w/o       |        |   |           |           |
|  | Ba Lan                        | w/o       | Ba Lan | 2 |           |           |
|  | 24 tháng 3 năm 2022 – Solna   |           | Ba Lan | 2 |           |           |
|  |                               | Thụy Điển | 0      |   |           |           |
|  | Thụy Điển (s.h.p.)            | Thụy Điển | 0      | 1 |           |           |
|  | Thụy Điển (s.h.p.)            |           |        | 1 |           |           |
|  | Cộng hòa Séc                  | 0         |        |   |           |           |
|  | Cộng hòa Séc                  | 0         |        |   |           |           |

### Tóm tắt
| Đội 1     | Tỉ số        | Đội 2        |
| --------- | ------------ | ------------ |
| Bán kết   |              |              |
| Nga       | w/o          | Ba Lan       |
| Thụy Điển | 1–0 (s.h.p.) | Cộng hòa Séc |
| Chung kết |              |              |
| Ba Lan    | 2–0          | Thụy Điển    |

### Bán kết
| Nga | Bị hủy                      | Ba Lan |
| --- | --------------------------- | ------ |
|     | Report (FIFA) Report (UEFA) |        |

Ba Lan đi tiếp vào vòng sau.
| Thụy Điển      | 1–0 (s.h.p.)                | Cộng hòa Séc |
| -------------- | --------------------------- | ------------ |
| - Quaison 110' | Report (FIFA) Report (UEFA) |              |

### Chung kết
| Ba Lan                                    | 2–0                         | Thụy Điển |
| ----------------------------------------- | --------------------------- | --------- |
| - Lewandowski 50' (ph.đ.) - Zieliński 72' | Report (FIFA) Report (UEFA) |           |

## Nhánh C

### Sơ đồ
|  | Bán kết                       | Bán kết       |                             |   | Chung kết | Chung kết |
|  |                               |               |                             |   |           |           |
|  | 24 tháng 3 năm 2022 – Porto   |               |                             |   |           |           |
|  |                               |               |                             |   |           |           |
|  | Bồ Đào Nha                    | 3             |                             |   |           |           |
|  | Bồ Đào Nha                    | 3             | 29 tháng 3 năm 2022 – Porto |   |           |           |
|  | Thổ Nhĩ Kỳ                    | 1             |                             |   |           |           |
|  | Thổ Nhĩ Kỳ                    | 1             | Bồ Đào Nha                  | 2 |           |           |
|  | 24 tháng 3 năm 2022 – Palermo |               | Bồ Đào Nha                  | 2 |           |           |
|  |                               | Bắc Macedonia | 0                           |   |           |           |
|  | Ý                             | Bắc Macedonia | 0                           | 0 |           |           |
|  | Ý                             |               |                             | 0 |           |           |
|  | Bắc Macedonia                 | 1             |                             |   |           |           |
|  | Bắc Macedonia                 | 1             |                             |   |           |           |

### Tóm tắt
| Đội 1      | Tỉ số | Đội 2         |
| ---------- | ----- | ------------- |
| Bán kết    |       |               |
| Ý          | 0–1   | Bắc Macedonia |
| Bồ Đào Nha | 3–1   | Thổ Nhĩ Kỳ    |
| Chung kết  |       |               |
| Bồ Đào Nha | 2–0   | Bắc Macedonia |

### Bán kết
| Ý | 0–1                         | Bắc Macedonia      |
| - | --------------------------- | ------------------ |
|   | Report (FIFA) Report (UEFA) | - Trajkovski 90+2' |

| Bồ Đào Nha                            | 3–1                         | Thổ Nhĩ Kỳ   |
| ------------------------------------- | --------------------------- | ------------ |
| - Otávio 15' - Jota 42' - Nunes 90+4' | Report (FIFA) Report (UEFA) | - Yılmaz 65' |

### Chung kết
| Bồ Đào Nha           | 2–0                         | Bắc Macedonia |
| -------------------- | --------------------------- | ------------- |
| - Fernandes 32', 65' | Report (FIFA) Report (UEFA) |               |

## Danh sách cầu thủ ghi bàn
Đã có 18 bàn thắng ghi được trong 8 trận đấu, trung bình 2.25 bàn thắng mỗi trận đấu.
3 bàn thắng
- Gareth Bale

2 bàn thắng
- Bruno Fernandes

1 bàn thắng
- Marcel Sabitzer
- Aleksandar Trajkovski
- Robert Lewandowski
- Piotr Zieliński
- Diogo Jota
- Matheus Nunes
- Otávio
- Callum McGregor
- Robin Quaison
- Burak Yılmaz
- Artem Dovbyk
- Roman Yaremchuk
- Andriy Yarmolenko

## Án treo giò
Một cầu thủ sẽ bị cấm thi đấu ở trận tiếp theo nếu nhận một trong những án phạt sau:
- Nhận một thẻ đỏ (có thể gia hạn nếu vi phạm nghiêm trọng)
- Nhận 2 thẻ vàng trong hai trận đáu khác nhau (áp dụng cho vòng loại, không có tác dụng trong các trận đấu khác trong tương lai)

Cụ thể, các án treo giò của vòng loại gồm:
| Đội           | Cầu thủ            | Án phạt                                                                   | Treo giò                             |
| ------------- | ------------------ | ------------------------------------------------------------------------- | ------------------------------------ |
| Bắc Macedonia | Elif Elmas         | v Đức (31 tháng 3 năm 2021) · v Iceland (14 tháng 11 năm 2021)            | v Ý (24 tháng 3 năm 2022)            |
| Bắc Macedonia | Tihomir Kostadinov | v Armenia (11 tháng 11 năm 2021) · v Iceland (14 tháng 11 năm 2021)       | v Ý (24 tháng 3 năm 2022)            |
| Ba Lan        | Mateusz Klich      | v Andorra (12 tháng 11 năm 2021) · v Hungary (15 tháng 11 năm 2021)       | v Thụy Điển (29 tháng 3 năm 2022)    |
| Bồ Đào Nha    | João Cancelo       | v Luxembourg (12 tháng 10 năm 2021) · v Serbia (14 tháng 11 năm 2021)     | v Thổ Nhĩ Kỳ (24 tháng 3 năm 2022)   |
| Bồ Đào Nha    | Renato Sanches     | v Luxembourg (30 tháng 3 năm 2021) · v Serbia (14 tháng 11 năm 2021)      | v Thổ Nhĩ Kỳ (24 tháng 3 năm 2022)   |
| Thụy Điển     | Zlatan Ibrahimović | v Gruzia (25 tháng 3 năm 2021) · v Tây Ban Nha (14 tháng 11 năm 2021)     | v Cộng hòa Séc (24 tháng 3 năm 2022) |
| Thụy Điển     | Emil Krafth        | v Tây Ban Nha (2 tháng 9 năm 2021) · v Tây Ban Nha (14 tháng 11 năm 2021) | v Cộng hòa Séc (24 tháng 3 năm 2022) |
| Wales         | Joe Morrell        | v Estonia (8 tháng 9 năm 2021) · v Bỉ (16 tháng 11 năm 2021)              | v Áo (24 tháng 3 năm 2022)           |